# Léon-Etienne Duval
Léon-Etienne Duval (9. november 1903 i Chenex nær Annecy i Frankrig – 30. maj 1996 i Algier i Algeriet) var en af Den katolske kirkes kardinaler, og ærkebiskop af Algier 1954-1988. Han deltog under Det andet Vatikankoncil 1962-1965.

Han blev kreeret til kardinal i 1965 af pave Paul VI.
Han deltog ved konklavet august 1978 som valgte pave Johannes Paul I, og ved konklavet oktober 1978 som valgte pave Johannes Paul II.
1. ↑  Navnet er anført på svensk og stammer fra Wikidata hvor navnet endnu ikke findes på dansk.
2. ↑  Navnet er anført på bokmål og stammer fra Wikidata hvor navnet endnu ikke findes på dansk.